# الدوري الشمالي لكرة القدم 1901–02
الدوري الشمالي لكرة القدم 1901–02 (بالإنجليزية: 1901–02 Northern Football League)‏ هو موسم من الدوري الشمالي لكرة القدم ‏. فاز فيه بيشوب أوكلاند ‏.
الدوري الشمالي لكرة القدم 1901–02 (بالإنجليزية: 1901–02 Northern Football League) هو موسم من الدوري الشمالي لكرة القدم في إنجلترا. أقيم الموسم في عام 1901–02، وفاز فيه فريق بيشوب أوكلاند.

### الفرق المشاركة
شارك في هذا الموسم 14 فريقًا من مختلف المناطق الشمالية في إنجلترا. كانت الأندية المنافسة على اللقب تتنافس بشكل حماسي خلال الموسم. وفيما يلي قائمة بالفرق المشاركة:
1. بيشوب أوكلاند
2. موركامب
3. كرو ألكساندرا
4. لينكولن سيتي
5. كولنغتون
6. نوتنغهام فورست
7. هارتلبول يونايتد
8. سندرلاند
9. إكزتر سيتي
10. مانسفيلد تاون
11. بليموث أرجايل
12. شيفيلد يونايتد
13. آرسنال
14. دارلينجتون

### الترتيب النهائي
تمكن فريق بيشوب أوكلاند من الفوز بلقب الدوري في موسم 1901–02 بعد الأداء المتميز طوال الموسم. وفيما يلي الترتيب النهائي للفرق في الموسم:
1. بيشوب أوكلاند – 36 نقطة
2. موركامب – 34 نقطة
3. كرو ألكساندرا – 32 نقطة
4. لينكولن سيتي – 30 نقطة
5. كولنغتون – 28 نقطة
6. نوتنغهام فورست – 27 نقطة
7. هارتلبول يونايتد – 26 نقطة
8. سندرلاند – 25 نقطة
9. إكزتر سيتي – 24 نقطة
10. مانسفيلد تاون – 22 نقطة
11. بليموث أرجايل – 20 نقطة
12. شيفيلد يونايتد – 19 نقطة
13. آرسنال – 17 نقطة
14. دارلينجتون – 15 نقطة

### نتائج الموسم
تضمن موسم 1901–02 منافسات حامية بين الفرق، حيث أظهرت فرق مثل بيشوب أوكلاند وموركامب قدرة تنافسية عالية على اللقب. كانت المباريات بين الفرق ذات أهمية خاصة في تحديد ترتيب الفرق.